# The Autumn Stone
The Autumn Stone is een verzamelalbum van de Britse rockgroep Small Faces. Het werd in november 1969 door Immediate Records uitgegeven, nadat zanger Steve Marriott de groep had verlaten en de rest doorging als The Faces. Op dit dubbelalbum staan hun hits, enkele liveopnamen en een paar liedjes die aanvankelijk bestemd waren voor hun derde studioalbum, 1862, dat nooit vervolledigd is.

## Tracklist
| Nr. | Titel                                                            | Schrijver(s)             | Duur |
| --- | ---------------------------------------------------------------- | ------------------------ | ---- |
| 1.  | Here Come the Nice (van There Are But Four Small Faces uit 1967) | Lane, Marriott           | 3:03 |
| 2.  | The Autumn Stone (van het niet uitgebrachte album 1862)          | Marriott                 | 3:59 |
| 3.  | Collibosher (van het niet uitgebrachte album 1862)               | Lane, Marriott           | 3:12 |
| 4.  | All or Nothing (van From the Beginning uit 1967)                 | Lane, Marriott           | 3:00 |
| 5.  | Red Balloon (van het niet uitgebrachte album 1862)               | Tim Hardin               | 4:14 |
| 6.  | Lazy Sunday (van Ogdens' Nut Gone Flake uit 1968)                | Lane, Marriott           | 3:04 |
| 7.  | Call it Something Nice (van het niet uitgebrachte album 1862)    | Lane, Marriott           | 2:04 |
| 8.  | I Can't Make It (uitgebracht als single in 1967)                 | Lane, Marriott           | 2:03 |
| 9.  | Afterglow of Your Love (van Ogdens' Nut Gone Flake uit 1968)     | Lane, Marriott           | 3:03 |
| 10. | Sha-La-La-La-Lee (van Small Faces uit 1966)                      | Kenny Lynch, Mort Shuman | 3:03 |
| 11. | The Universal (uitgebracht als single in 1968)                   | Lane, Marriott           | 2:41 |

| Nr. | Titel | Schrijver(s)              | Duur |
| --- | --- | ------------------------- | ---- |
| 12. | Rollin' Over (live opgenomen in de Newcastle City Hall, begin 1968)                                          | Lane, Marriott            | 2:22 |
| 13. | If I Were a Carpenter (live opgenomen in de Newcastle City Hall, begin 1968)                                 | Tim Hardin                | 2:33 |
| 14. | Every Little Bit Hurts (live opgenomen in de Newcastle City Hall, begin 1968)                                | Ed Cobb                   | 6:21 |
| 15. | My Mind's Eye (uitgebracht als single in 1966)                                                               | Lane, Marriott            | 1:59 |
| 16. | Tin Soldier (uitgebracht als single in 1967)                                                                 | Lane, Marriott            | 3:22 |
| 17. | Just Passing (B-kant van "I Can't Make It")                                                                  | Lane, Marriott            | 1:10 |
| 18. | Itchycoo Park (uitgebracht als single in 1967)                                                               | Lane, Marriott            | 2:50 |
| 19. | Hey Girl (uitgebracht als single in 1966)                                                                    | Lane, Marriott            | 2:11 |
| 20. | Wide Eyed Girl on the Wall (van het niet uitgebrachte album 1862)                                            | Lane, Marriott            | 2:46 |
| 21. | Whatcha Gonna Do About It (van Small Faces uit 1966)                                                         | Brian Potter, Ian Samwell | 1:57 |
| 22. | Wham Bam, Thank You Man (van het niet uitgebrachte album 1862, tevens B-kant van "Afterglow (Of Your Love)") | Lane, Marriott            | 3:20 |

## Musici
- Ronnie Lane - basgitaar, zang
- Kenney Jones - drums, zang
- Steve Marriott - gitaar, zang
- Ian McLagan - orgel, gitaar, zang
- Jimmy Winston - orgel, zang